# Omek houria
 (signalé en mai 2025).
Si vous disposez d'ouvrages ou d'articles de référence ou si vous connaissez des sites web de qualité traitant du thème abordé ici, merci de compléter l'article en donnant les références utiles à sa vérifiabilité et en les liant à la section « Notes et références ».
- Archive Wikiwix
- Bing
- Cairn
- DuckDuckGo
- E. Universalis
- Gallica
- Google
- G. Books
- G. News
- G. Scholar
- Persée
- Qwant
- (zh) Baidu
- (ru) Yandex
- (wd) trouver des œuvres sur Wikidata

La omek houria (arabe : أمك حورية) est un plat tunisien, une salade de carottes généralement épicée.

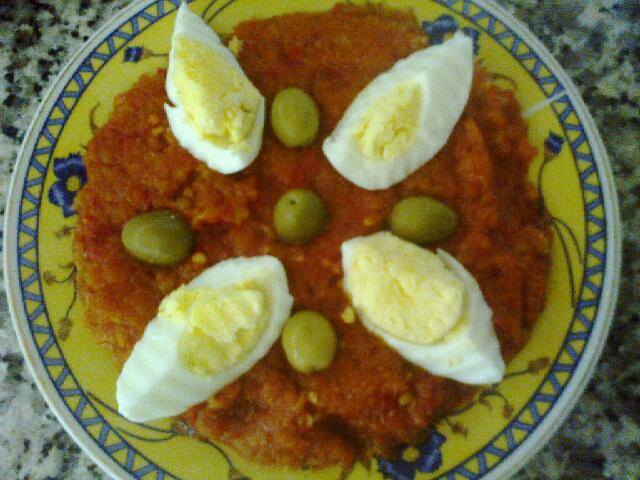
Omek houria agrémentée d'œufs durs et d'olives.

Elle est préparée à base de carottes bouillies, écrasées en purée, d'ail et d'harissa ; elle est généralement décorée avec du thon, des œufs, des olives et de l'huile d'olive.